# Дицман, Иван Николаевич
Иван Николаевич Дицман (15 (27) февраля 1872 — не ранее 1943) — русский предприниматель, общественный деятель и благотворитель. Екатеринодарский городской голова.

## Биография
Родился на территории современного села Шебутинцы (Черновицкая область), тогда — Бессарабская губерния. Его отец, Николай Иванович, был одним из трёх братьев-негоциантов. В 1882 году семья переехала в Екатеринодар, где Иван поступил в кубанское Александровское училище, а позже — в Высшую коммерческую школу Вальденберга в Петербурге. В 1883 году Николай Дицман открыл в Екатеринодаре торговый дом «Дицман Н. с сыновьями», предприятие занималось скупкой зерна у местных производителей для собственных мельниц и продавало произведённую муку. В 1891 году дело было передано Ивану Дицману. Он не только сумел сохранить предприятие, но и увеличил его. Отделения предприятия располагались в ряде больших городов Российской империи: в Санкт-Петербурге, Ростове-на-Дону, Тифлисе, Витебске.
В 1913 году Иван Дицман был назначен председателем правления мукомольного производства Кубани. Изначально его предпринимательская деятельность ограничивалась Торговым домом братьев Дицман. Позже, желая наладить менее дорогие способы поставки зерна, совместно с отцом в 1901 году он основал пароходство «Товарищество Дицман», действующее на реках Кубани и в Азовском море. В дальнейшем компания стала предоставлять услуги грузо-пассажирских перевозок. Было организовано акционерное общество «Кубанское пароходство» с капиталом в миллион рублей, увеличившимся затем до 1,6 млн рублей, в итоге оно практически стало монополистом; Иван Дицман стал директором-распорядителем этого общества. Благодаря своей деловитости и внимательности к деталям Дицман был избран членом ревизионной комиссии, а в 1901 году стал гласным Екатеринодарской городской думы (в дальнейшем неоднократно переизбирался на этот пост). В этот период Иван Дицман был избран членом попечительского совета 1-й женской гимназии, совета ремесленной школы и музыкальных классов.
В 1906 году Иван Дицман обращался с протестом к начальнику Кубанской области относительно заметок в газете «Новая заря» («В мир мукомольного синдиката», «Мукомол производит сыск» и «Сыск удался») по поводу предприятий Дицмана, просилось принудить газету напечатать опровержение. Однако прошение было оставлено без удовлетворения.
В революционном 1905 году он стал членом комиссии по самоохране и безопасности жителей Екатеринодара. В 1907 году купец Иван Дицман выдвинул свою кандидатуру на должность городского головы Екатеринодара, он получил 46 голосов «за» при 12 «против». Главным обещанием Ивана Дицмана было «приведение в порядок расстроенного городского хозяйства и городских финансов». Он выступил с инициативой займа на три миллиона с конечной целью роста доходов городских предприятий, стал автором идеи сооружения в городе трамвайных путей и выделения четверти бюджета городской управы на организацию новых классов в школах. В 1909 году инициировал открытие товарной биржи. В знак «исключительных, отлично усердных трудов его не только на пользу местной биржевой организации, но и вообще в местной торговле и судоходства» был представлен к почётному званию коммерции советника.
Будучи городским головой, Иван Дицман являлся членом Кубанского областного по городским делам присутствия, Кубанского областного по обществам и союзам присутствия, Кубанского областного попечительного о тюрьмах комитета, Кубанского областного комитета попечительства о народной трезвости, Кубанского областного статистического комитета. Являлся почётным мировым судьёй Екатеринодарского судебно-мирового округа. Продолжал руководить семейным торговым домом и вести общественную деятельность: входил в состав созданного им Екатеринодарского биржевого комитета (затем стал его председателем) и ряда попечительских советов, в том числе Екатеринодарского коммерческого училища. Являлся председателем Екатеринодарского благотворительного общества, действительным членом попечительства Кубанского войскового приюта для девиц, членом правления Попечительства о доме трудолюбия. Был членом Кубанского фотографического общества. Собирал предметы искусства, подал прошение о создании художественного училища, вместе с женой Анной Григорьевной выделил на сооружение Дневного убежища для беспризорных детей школьного возраста 695 рублей. При Дицмане традиционными стали прогулки по реке на пароходе «Полезный» с оркестром: средства от них шли на содержание Дмитриевского двухклассного училища (зданием которого заведовал Дицман), библиотеки им. К. Россинского, 46 стипендиатов и зарплату педагогам.
Во время Первой мировой войны Иван Дицман и его супруга арендовали дом «для обездоленных людей, разорённых войной». Дицман вошёл в состав совета Екатеринодарского общества взаимного кредита.
С 1914 года в деятельности Ивана Дицмана появилось новое направление — издательское дело. Он издавал «Листок войны» — ежедневную общественно-политическую газету, публикующую хронику военных событий. С июня 1917 года стал собственником издательства газеты «Новый кубанский курьер», с 1919 по 1920 год издал две книги сборника «Накануне», печатавшего не только публицистику, но и художественную литературу.
Дицман был противником Октябрьской революции, симпатизировал белым. Он выделил большую сумму на организацию Кубанского добровольческого отряда, а после того, как армия А. Деникина изгнала большевиков из Екатеринодара, принял предложение снова стать городским головой. Получив на 14 месяцев разрушенный город, он сконцентрировался на борьбе с эпидемиями тифа и холеры, возобновил поставки продуктов питания.
В 1918 году на съезде торговцев Черноморской губернии Дицман выступил с предложением организовать торгово-промышленную палату в Екатеринодаре. Когда в ноябре 1919 года Иван Дицман подал в отставку, сослуживцы преподнесли ему письменное приветствие в папке с серебряной крышкой, а Дицман выделил миллион рублей на лечение больных и раненых солдат. Когда Красная армия вынудила к отступлению Добровольческую армию, Иван Дицман вместе с семьёй бежал через Новороссийск в Европу, где и прожил последние годы. Его имущество было конфисковано советской властью в доход государства. Известно, что в 1942—1943 годах Дицман жил в Швейцарии. Впоследствии его сын Николай Иванович, вернувшись в Россию, был осуждён и отбывал наказание на Соловках.

## Комментарии
1. ↑  В официальных изданиях Российской империи и Кубанской области сведения о присвоении Ивану Дицману звания коммерции советника отсутствуют.